# Gyrinus impressicollis
Gyrinus impressicollis là một loài bọ cánh cứng trong họ van Gyrinidae. Loài này được Kirby miêu tả khoa học năm 1837.